# 共路信令
共路信令（Common-channel signaling，CCS），是相对随路信令而言的。 在共路信令中，电路的一个专用时隙传送各音频通路上的信令信息，这个时隙经常成为数据信道。现在一般多为“七号信令”(SS7)。
而在随路信令（Channel Associated Signaling，CAS）中，在呼叫控制信令和其控制的TDM音频通路之间存在一个决定性的关联，通过特殊的位代表特殊音频通路上的信令信息。例如：R2信令是一种随路信令系统。随路信令通俗来讲是指信令信息在语音通道中传送。